# Éric Amalou
Pour les articles homonymes, voir Amalou (homonymie).
Éric Amalou, né le 1er octobre 1968 au Lamentin en Martinique, est un ancien joueur français de handball évoluant au poste d'ailier gauche.

## Biographie
Les parents d'Éric Amalou quitte la Martinique quand il a trois ans pour rejoindre la France métropolitaine et il les retrouve un an plus tard dans le quartier des Minguettes à Vénissieux. Il grandit et joue d'abord au football au FC Lyon jusqu'à ses 17 ans avant de se tourner vers le handball. Et avec succès puisqu'avec le Vénissieux handball, il devient champion de France en 1992 et remporte deux coupes de France en 1991 et 1992. Avec le club de la banlieue de Lyon, il atteint également la demi-finale de la coupe d'Europe des clubs champions en 1993, mais en proie à d'importantes difficultés financières, il subit la chute du club et rejoint l'OM Vitrolles. S'il y remporte deux nouveaux titres de champion de France en 1994 et 1996, Amalou est à nouveau victime des difficultés financières d'un OM Vitrolles qui disparait en 1996.
Malgré tout, ses bonnes performances en club lui ouvre les portes de l'équipe de France le 22 novembre 1995 à l'occasion de la Supercup en Allemagne et ainsi, il participe aux Jeux olympiques 1996 à Atlanta, terminant à la quatrième place puis remporte la médaille de bronze du championnat du monde 1997.
Evoluant désormais à l'US Ivry où il a retrouvé son entraîneur de Marseille et Vénissieux, Sead Hasanefendić, il y remporte son quatrième championnat de France en 1997 avant de rejoindre en 1998 l'Allemagne et le VfL Gummersbach où il évolue pendant deux saisons puis le ThSV Eisenach en 2000. Enfin, il retrouve en 2003 l'US Ivry où il évolue jusqu'en 2006.
Après une saison en Italie au Teramo Handball (it) en tant qu'entraineur-joueur, il devient en février 2008 entraîneur du Thiais handball club.

## Palmarès

### En équipe de France
- Médaille de bronze au Championnat du monde 1997 au  Japon
- 4e place aux Jeux olympiques 1996 d'Atlanta,  États-Unis[5]
- 4e place à la Supercoupe des nations en 1995 (de)[10]

### En club
Compétitions internationales
- Demi-finaliste de la coupe d'Europe des clubs champions en 1993 (avec Vénissieux handball).
- Demi-finaliste de la Coupe d'Europe des vainqueurs de coupe en 1997 (avec US Ivry).

Compétitions nationales
- Championnat de France
  - Vainqueur (4) : 1992 (avec Vénissieux handball), 1994, 1996 (avec OM Vitrolles), 1997 (avec US Ivry).
  - Deuxième (3) : 1990, 1991 (avec Vénissieux handball), 1995 (avec OM Vitrolles)
- Coupe de France
  - Vainqueur (3) : 1991, 1992 (avec Vénissieux handball), 1995 (avec OM Vitrolles)
  - Finaliste (3) : 1996 (avec OM Vitrolles), 1997, 2006 (avec US Ivry)